# Geen Cartier
Geen Cartier is een lied van de Nederlandse youtuber en zanger Koen van Heest. Het werd in 2020 als single uitgebracht.

## Achtergrond
Geen Cartier is geschreven door Rutger van Eck en Koen van Heest en geproduceerd door Russo. Het is een lied uit het genre nederhop. In het lied bezingt de zanger hoe hij met zijn geld omgaat en waaraan hij het uitgeeft. De titel is een verwijzing naar luxemerk Cartier. In het lied vertelt de zanger dat hij nog niet zonnebrillen van dit merk draagt, maar nog de goedkopere zonnebrillen van Ray-Ban. In het lied parodieert de zanger enkele regels van het lied Balenciaga van de Nederlandse rapper Brent en gaat hij verder op een regel die hij zingt in het nummer Niks van zijn youtubegroep Bankzitters.

## Hitnoteringen
De zanger had succes met het lied in de Nederlandse hitlijsten. Het kwam tot de dertiende plaats van de Single Top 100 en stond drie weken in de lijst. De Top 40 werd niet bereikt; het kwam tot de vijftiende positie van de Tipparade. 